# 沙窩會議會址
沙窩會議會址位於四川省阿壩州松潘縣，为一栋三层土墙民居建筑。1935年8月4日至6日，中共中央在此召开政治局会议，史称“沙窝会议”。2002年12月27日公佈為四川省第六批省級文物保護單位，併入毛爾蓋會議會址。2006年5月25日公佈為第六批全國重點文物保護單位。